# Deserticossus arenicola
Deserticossus arenicola is een vlinder uit de familie houtboorders (Cossidae). De wetenschappelijke naam is, als Cossus arenicola, voor het eerst geldig gepubliceerd in 1879 door Staudinger.
De soort komt voor in Europa.